# Platambus sawadai
Platambus sawadai är en skalbaggsart som först beskrevs av Toshiro Kamiya 1932.  Platambus sawadai ingår i släktet Platambus och familjen dykare. Inga underarter finns listade i Catalogue of Life.